# Auguste Schmidt

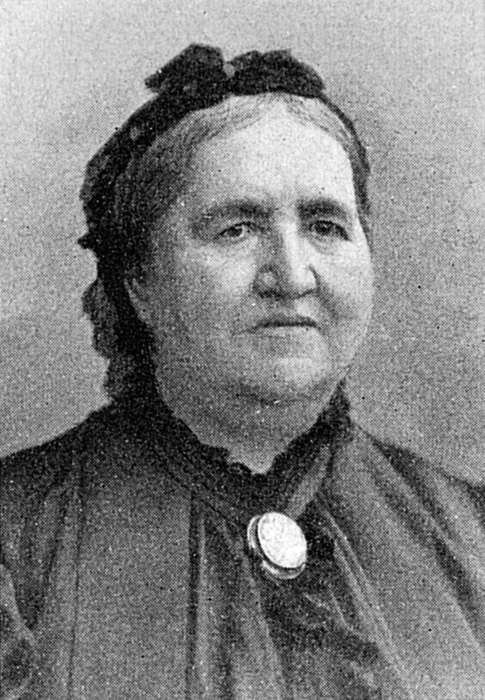
Auguste Schmidt ca 1880.

Auguste Schmidt, född 3 augusti 1833 i Breslau, Tyskland, idag Wrocław i Polen, död 10 juni 1902 i Leipzig, var en tysk pedagog och journalist. Schmidt var pionjär i kampen för kvinnors medborgerliga rättigheter och en av de mest betydelsefulla personerna inom den tyska kvinnorättsrörelsen under 1800-talet.

## Biografi
Auguste Schmidt kom från en preussisk militärfamilj som var angelägen om att döttrarna skulle få en bra utbildning. Familjen flyttade till Poznań där Auguste mellan 1848 och 1850 utbildade sig till lärare.
Efter utbildningen arbetade hon som guvernant i familjer, som lärare i privatskolor och senare i en offentlig skola, Maria Magdalena skola, i Breslau/Wrocław.
1861 flyttade hon till Leipzig, den stad som ibland kallas ”den tyska kvinnorättsrörelsens vagga”. Här verkade personer som Louise Otto-Peters och Henriette Goldschmidt. I Leipzig blev Schmidt rektor för Latzelschen höheren Privattöchterschule, en privatskola för flickor.
Mellan 1870 och 1889 var hon rektor för skolan Steyberschen Erziehungsinstitut, där Clara Zetkin var en av hennes elever. Till skillnad från den radikala socialisten Zetkin tillhörde Schmidt den mer liberala delen av kvinnorättsrörelsen.
Tillsammans med författaren och kvinnorättskämpen Louise Otto-Peters grundade hon Tysklands Allmänna Kvinnoförbund (ty: Allgemeiner Deutscher Frauenverein) 1866. Förbundet verkade för att ge kvinnor tillgång till högre utbildning och arbete samt för förbättring av lagar och villkor för arbetande kvinnor. I sina tal och artiklar poängterade Schmidt att man inte borde ägna tid och tanke till att kritisera männen utan på att göra kvinnorna medvetna om sin faktiska situation och sina möjligheter. Schmidt var bland annat journalist på kvinnoförbundets tidning Nya Vägar (ty: Neue Bahnen).
Hon var också med att 1869 bilda Tyska lärarförbundet och senare även Tysklands lärarinneförbund (ty: Allgemeiner Deutscher Lehrerinnen-Verein).
1894 blev hon ordförande i Bund Deutscher Frauenvereine som samlade 34 tyska kvinnoorganisationer.